# 長谷川瑞
長谷川 瑞（はせがわ みずき、1998年2月13日 - ）は、日本の女性アイドル、タレント。つりビットの元メンバーであり、リーダーを務めていた。愛称はみーちゃん。新潟県長岡市出身。日音所属。

## 略歴
2013年5月22日、つりビットのメンバーとしてデビュー。デビュー楽曲は『スタートダッシュ』。
2014年11月22日、第2回「ツリラブ杯」開催。サイズ部門で優勝を果たした。
2015年9月5日、釣りセンター試験「釣りセンター決定杯2015〜筆記試験編〜 放課後はミニライブ♪」にて3代目釣りセンターに決定。10月10日（釣りの日）に配信リリースされた『ニガシタサカナハオオキイゾ』にてセンターを務める。
2016年9月18日、釣りセンター試験「釣りセンター決定杯2016〜筆記試験編〜 放課後はミニライブ♪」にて見事二連覇。4代目釣りセンターに決定。10月10日（釣りの日）に配信リリースされた『妄想フィッシング学園』にてセンターを務める。
2017年3月11日公開の映画『チア☆ダン』の劇中楽曲『ドキドキ☆ズッキューン！』の歌唱を担当した。
2018年7月、BARKSのアイドル情報サイト「Pop'n'Roll」副編集長就任。（8月20日オープン）
つりビット解散後は2019年5月24日、ファンコミュニティアプリ「fanicon」で「ほくほくルーム」を開設。
2019年5月30日、FM熊本のラジオドラマ『カネリョウ～愛のカイソウ電車～』のスピンオフ「海藻王国」編にワカメ役で出演。
2019年6月1日、SCRAMBLEにてコラム連載がスタート。
2021年、メディアミックスプロジェクト『電脳戦隊ラストエンジェルス』に参加。蛍役の声優を担当。
2022年から新潟放送のキャラクター「ハレッタ」の声を担当している。

## 人物
- つりビットのリーダー。担当色は水色。釣りたい魚はマダイ。デビュー当時、「釣りたい魚」はワカサギだったが、釣ることが出来たため、Facebook上で「次の目標魚種は「真鯛」ですっ!」と発表し変更された。
- メンバー内では最年長だったが身長が一番低くて童顔なため最年少と間違われやすかった。
- 2000年以前に出生した唯一のメンバーでもあった。
- 特技はフラフープ。フラフープを回しながらなんでもできる。[8]
- 外郎売が得意。[8]
- 芋（さつまいも）が大好物。
- アニメ好きを公言している。
- 兄がいる。

## 出演

### イベント
- アニソンHi! 悠木碧特集～悠木碧を讃え愛しむ会～ 春のヘッドフォン祭2017@中野サンプラザ（2017年4月30日、野村家ブース「7階和室教室」衛星ラジオ・ミュージックバード公開録音）
- ライブアイドルのリーダー論３（2018年10月4日、渋谷ロフト9）

### コラム連載
- SCRAMBLE（2019年6月1日 - 、FOGG株式会社）

### テレビ
- 四季の釣り（2016年1月1日、サンテレビ）
- Music B.B.（2021年4月 - 、） - ナビゲーター

### ラジオ
- ゆうWAVE（2016年6月14日・2017年3月21日、BSNラジオ）
- 酒井泰彦のMUSIC HOUR!（2016年10月1日 - 2018年4月2日、BSNラジオ） - アシスタント[9]
- アニソンHi!　悠木碧特集　～悠木碧を讃え愛しむ会～（2017年6月3日、MUSIC BIRD 124ch・THE AUDIO） - 4月30日の公開録音
- charge!（2017年11月1日、e-radio） - 生電話出演
- fine!（2018年3月7日、TBSラジオ）
- FMK RADIO BUSTERS 内ラジオドラマ『カネリョウ～愛のカイソウ列車～』スピンオフ「海藻王国編」（2019年5月30日、FM熊本） - ワカメ役
- M-BOX（2020年4月2日 - 、BSNラジオ） - メインパーソナリティ[10]

### ドラマCD
- 電脳戦隊ラストエンジェルス SP STAGE 1（2021年） - 蛍 役[5]
- 電脳戦隊ラストエンジェルス SP STAGE 3　2ND OPERATION（2022年） - 蛍 役

### Webアニメ
- 大学生ズの恋。（2022年、YouTube） - 真凜 役

### ネット配信
- ＠JAM応援宣言！「@JAM THE WORLD」（2016年10月10日、SHOWROOM）
- ＠JAM応援宣言！「@JAM THE WORLD」（2017年2月27日、SHOWROOM）
- 市川美織にアイドルを学ぶ～NEXTアイドルをさがせ！特番（2018年2月26日、ニコニコ生放送）
- TOKYO IDOL NET presents アイドルと学ぶ『カメラ基礎講座』（2018年5月25日、SHOWROOM）
- IDOL QUIZ BOOKIE （2018年6月8日、ニコニコ生放送）
- ＠JAM応援宣言！「@JAM THE WORLD」（2018年10月1日、SHOWROOM）

### 雑誌等
- 『新潟日報 朝刊』（2017年4月24日） - インタビュー
- 『新潟WEEK! 6月号』ニューズ・ライン（2017年5月18日） - インタビュー
- 『mer 7月号』学研プラス（2018年5月17日） - スナップ
- 『mer 2月号』学研プラス（2018年12月17日） -  スナップ

### 出展
- TOKYO IDOL NET presents アイドルカメラ部 写真展 江の島 2018（2018年5月25日 - 6月13日、原宿 FUJIFILM WONDER PHOTO SHOP 2F）
- TOKYO IDOL NET presents アイドルカメラ部 写真展 2018 冬（2018年11月16日 - 29日、原宿 FUJIFILM WONDER PHOTO SHOP 2F）
- TOKYO IDOL NET presents アイドルカメラ部 写真展 2018 冬（2019年1月5日 - 2月4日、原宿 FUJIFILM WONDER PHOTO SHOP 2F、梅田 ロフト 正面1F入り口 第2ロフマ裏通路）